# Streblus dimepate
Streblus dimepate är en mullbärsväxtart som först beskrevs av Bur., och fick sitt nu gällande namn av C.C. Berg. Streblus dimepate ingår i släktet Streblus och familjen mullbärsväxter. Inga underarter finns listade i Catalogue of Life.